# Río Elburgan
El río Elburgan (en ruso: Эльбу́рган, en abaza: Албыргӏан) es un arroyo del Cáucaso septentrional en el raión de Abasia de la república de Karacháyevo-Cherkesia del sur de Rusia. Es un afluente por la derecha del río Mali Zelenchuk, que desemboca en el río Kubán.

## Curso
El río nace en la vertiente oeste del monte Jabas, que separan sus aguas de las del valle del Kubán. Su curso discurre por 7 km por un valle poco pronunciado en dirección noroeste hasta la desembocadura en la orilla derecha del Mali Zelenchuk al norte Elburgan, frente a Zeyuko.

## Flora
En los valles de los ríos Pjomafuko (332 ha) y Elburgan (2439 ha), hay una población protegida de tejo de Jabez.